# Partido judicial de Santa Fe
El partido judicial de Santa Fe es uno de los nueve partidos judiciales en los que se divide la provincia de Granada, en España. En concreto se trata del partido judicial n.º 7 de la provincia de Granada.

## Historia
El primer partido judicial de Santa Fe se creó en 1829, e incluía, entre otros, a los municipios de Íllora, Moclín o Caparacena. En 1834 se realizó una nueva demarcación judicial basada en los estudios dirigidos por Francisco Tadeo Calomarde, en la que se conformaba el partido con los mismos municipios que en la actualidad, con la única diferencia de que además se incluía a Pinos Puente, Atarfe y Caparacena (este último está integrado hoy en día en el municipio atarfeño).
El 11 de noviembre de 1965 se decidió eliminar el partido judicial santaferino, e incorporarlo al de Granada capital. No fue hasta el 28 de diciembre de 1988 cuando se recuperó dicho partido, junto con el de Huéscar (que había formado parte del de Baza), aunque algo más reducido que antes de su integración en el partido granadino.

## Ámbito geográfico
El ámbito territorial, que viene regulado por el Real Decreto 529/1983, de 9 de marzo, comprende los municipios:
- Alhendín
- Chauchina; pedanías de Romilla y Romilla la Nueva
- Cijuela
- Cúllar Vega; pedanía de El Ventorrillo
- Escúzar
- Fuente Vaqueros; pedanía de La Paz
- Las Gabias; pedanías de Gabia Chica, Gabia Grande, Híjar, Los Llanos, Pedro Verde y San Javier
- Láchar; pedanía de Peñuelas
- La Malahá
- Santa Fe; pedanías de El Jau y Pedro Ruiz
- Vegas del Genil; pedanías de Ambroz, Belicena, Casas Bajas y Purchil
- Villa de Otura